# 아제르바이잔의 언어

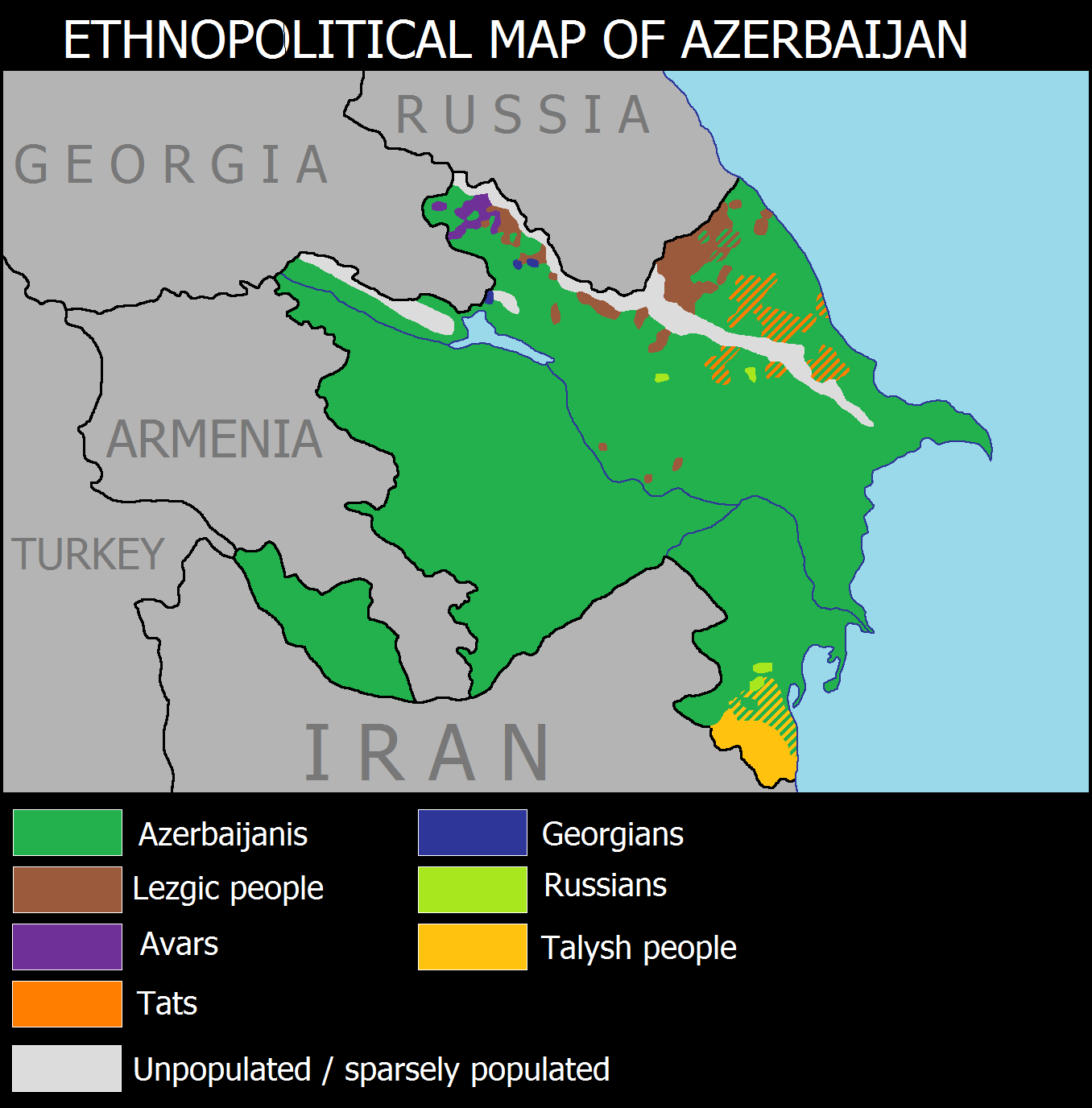
아제르바이잔의 언어 (2024년, 분리주의 나고르노카라바흐 공화국이 붕괴되고 2023년에 아르메니아인이 나고르노카라바흐에서 도망친 후).

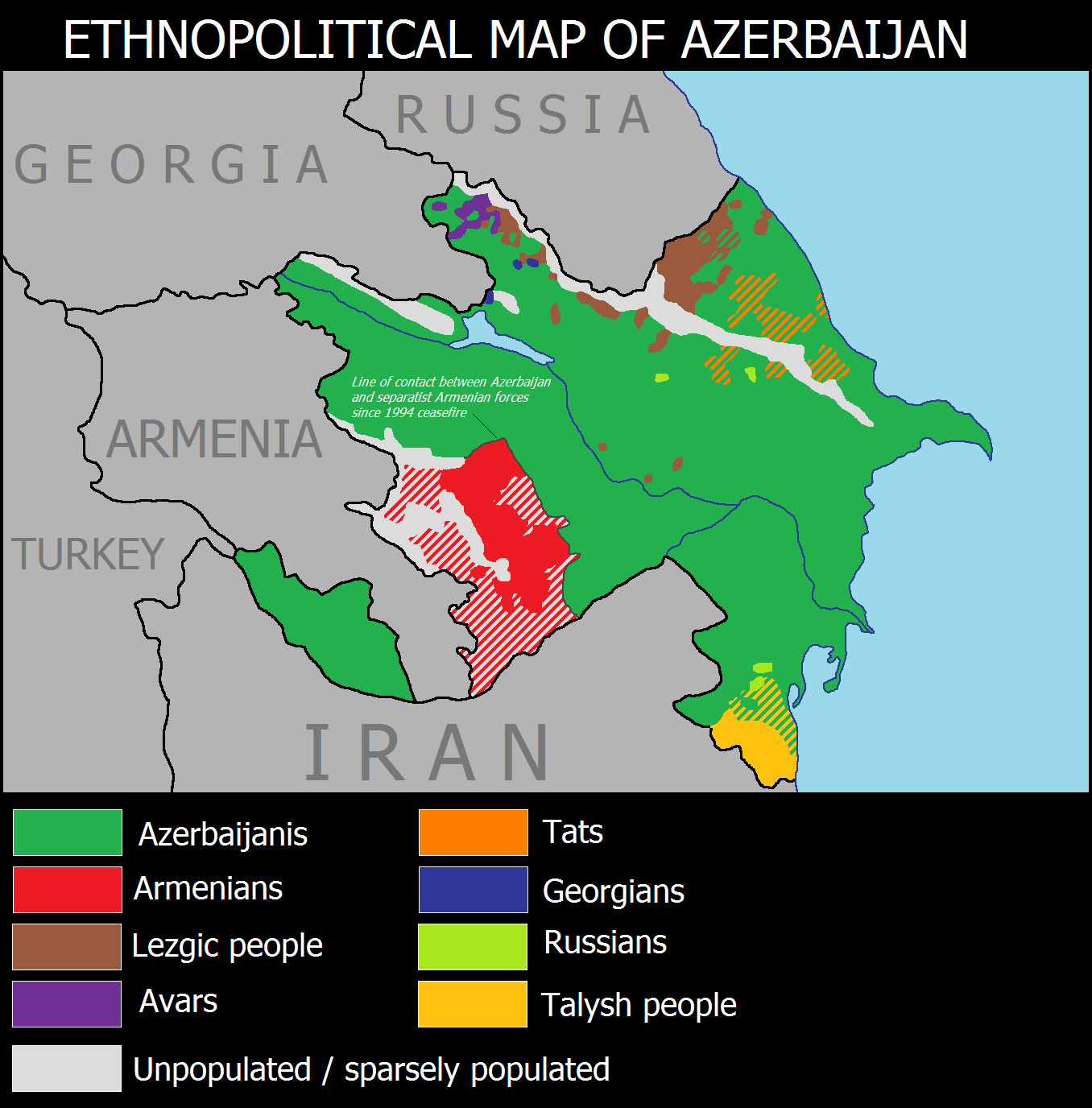
아제르바이잔의 언어 (1994-2020, 제1차 나고르노카라바흐 전쟁 이후 및 제2차 나고르노카라바흐 전쟁 이전).

아제르바이잔의 언어는 4어족(인도유럽어족, 알타이어족, 카르트벨리어족, 나흐다게스탄어족)에 관련되어 있다. 아제르바이잔에서 가장 크게 널리 사용되는 언어로써 아제르바이잔어이다. 언어교육과 교제로서 중요한 역할을 영어와 러시아어로 하고 있다. 게다가, 소수들은 레즈긴어, 탈리시어, 아바르어, 조지아어, 차후르어, 쿠르드어, 타트어, 우디어로 말하고 있다. 산악 유대인은 물론 주후리어를 사용하고 있지만, 주후리어 사용은 이민과 현대화와 관련하여 줄어들었다.

## 아제르바이잔의 언어
현행 헌법에 의하면, 아제르바이잔 공화국의 공용어로써 아제르바이잔어이다.

### 공용어
아제르바이잔어는 투르크어족 오구즈어파에 들어가고 있다. 법 «아제르바이잔 공화국에서 국가언어에 대해서»에 의하면 아제르바이잔어지식은 의무적으로 되고 있다. 아제르바이잔어는 정치적, 사회적, 경제적, 과학적이고 문화적인 나라삶의 전범위들에서 사용되고 있다.

### 아르메니아어
아르메니아어로 현재 점령당한 아제르바이잔의 나고르노카라바흐 지역에 살고 있는 인종적인 아르메니아인들이 단지 근저로 말하고 있다. 아르메니아인들에 의해 물론 많은 아르메니아 출신의 아제르바이잔 피난민들을 장악하고 있다.

### 다게스탄어족
- 아바르어
- 부두흐어
- 크리츠어
  - 제크 방언
- 레즈긴어
- 우디어
- 히날리흐어
- 차후르어

아제르바이잔에서 레즈긴어로 신문 사무르가 발행되고 있다.

### 이란어족
- 주후리어 — 물론 유대이란어의 일종이다.
- 쿠르드어
- 타트어
- 탈리시어

## 같이 보기
- 아제르바이잔의 역사

## 참고 문헌
1. ↑  “Азербайджан и Россия. Общества и государства”. 2011년 3월 25일에 원본 문서에서 보존된 문서. 2011년 1월 4일에 확인함.